# Listă de cântece înregistrate de Sia Furler

## Lista cântecelor
- „A Situation”[1]
- „Academia”[2]
- „Alive”
- „Asrep Onosim”[1]
- „Be Good to Me”[3]
- „Beautiful Calm Driving”[2]
- „Beautiful Reality”[1]
- „Big Girl, Little Girl”[3]
- „Big Girls Cry”[4]
- „Bird Set Free”
- „Blow It All Away”[5]
- „Breathe Me”[6]
- „Bring Night”[3]
- „Broken Glass”
- „The Bully”[6]
- „Burn the Pages”[4]
- „Buttons”[2]
- „Cellophane”[4]
- „Chandelier”[4]
- „Cheap Thrills”
- „Church of What's Happening Now”[6]
- „Clap Your Hands”[3]
- „Cloud”[3]
- „The Co-Dependent”[3]
- „Day Too Soon”[2]
- „Death by Chocolate”[2]
- „Don't Bring Me Down”[6]
- „Don't Get Me Started”[1]
- „Drink to Get Drunk”[5]
- „Elastic Heart”[4]
- „Electric Bird”[2]
- „Eye of the Needle”[4]
- „Fair Game”[4]
- „Fear”[5]
- „The Fight”[3]
- „Fire Meet Gasoline”[4]
- „Footprints”
- „Free the Animal”[4]
- „Get Me”[5]
- „Golden” (Travie McCoy în colaborare cu Sia)[7]
- „The Girl You Lost to Cocaine”[2]
- „Healing Is Difficult”[5]
- „Hostage”[4]
- „House on Fire”
- „Hurting Me Now”[3]
- „I Don't Want to Want You”[1]
- „I Go to Sleep”[2]
- „I'm in Here”[3]
- „I'm Not Important to You”[5]
- „Insidiously”[5]
- „Judge Me”[5]
- „Lentil”[2]
- „Little Black Sandals”[2]
- „Little Man”[5]
- „Lullaby”[2]
- „Madlove”[1]
- „Moon”[6]
- „Move Your Body”
- „Natale's Song”[6]
- „Never Gonna Leave Me”[3]
- „Numb”[6]
- „Oh Father”[3]
- „One Million Bullets”
- „One More Shot”[1]
- „Onlysee”[1]
- „Playground”[2]
- „Reaper”
- „Rewrite”[6]
- „Shadow”[1]
- „Sober and Unkissed”[5]
- „Somersault” (Zero 7 în colaborare cu Sia)
- „Soon”[1]
- „Soon We'll Be Found”[2]
- „Space Between”
- „Stop Trying”[3]
- „Stories”[1]
- „Straight for the Knife”[4]
- „Sunday”[6]
- „Sweet Design”
- „Sweet Potato”[6]
- „Take It to Heart”[1]
- „Taken for Granted”[5]
- „Tripoutro”[1]
- „Unstoppable”
- „Where I Belong”[6]
- „You Have Been Loved”[2]
- „You've Changed”[3]